# Кальне (Зборівська міська громада)

### Кальн

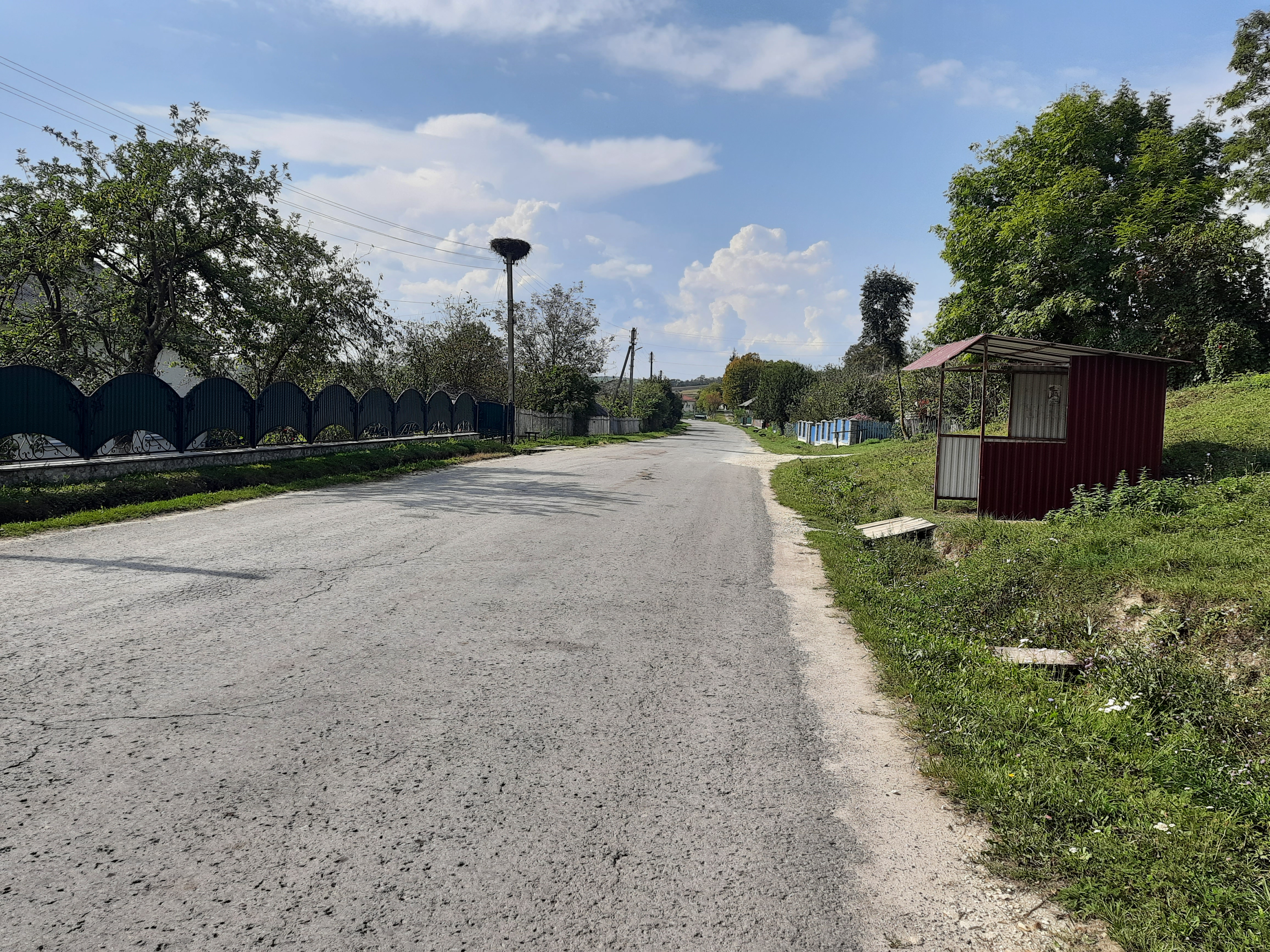
Центральна вулиця

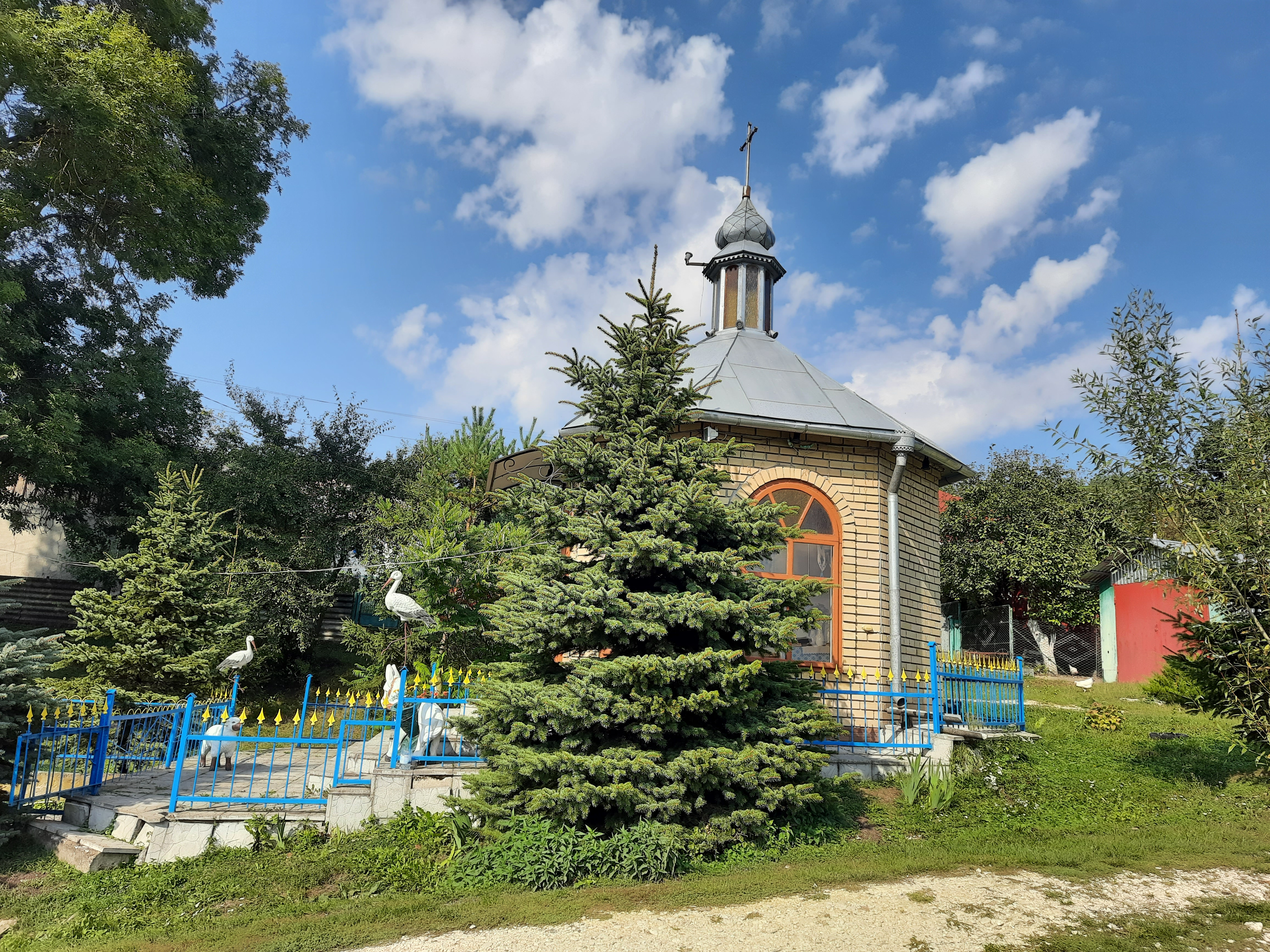
Капличка

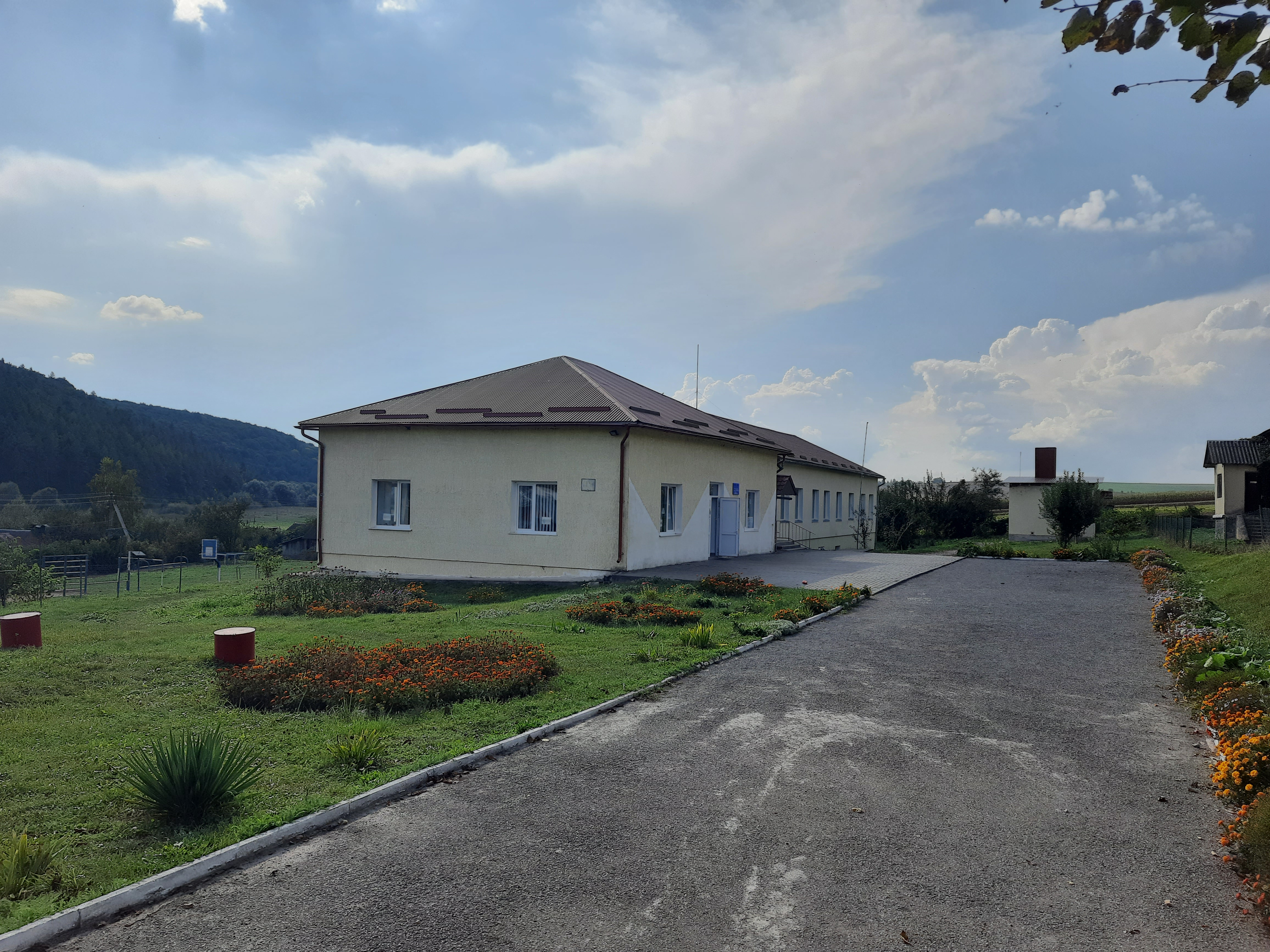
Школа

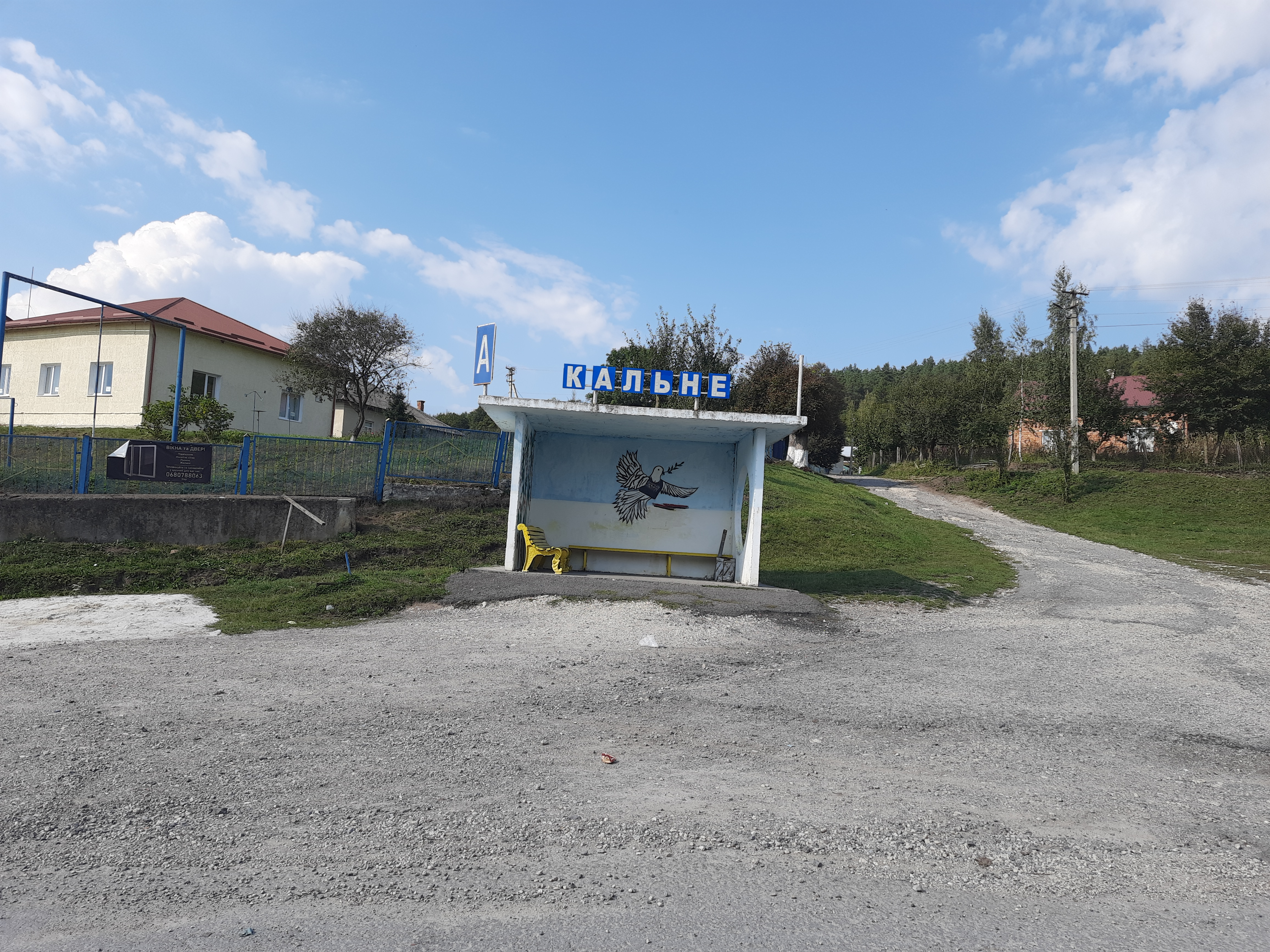
Автобусна зупинка

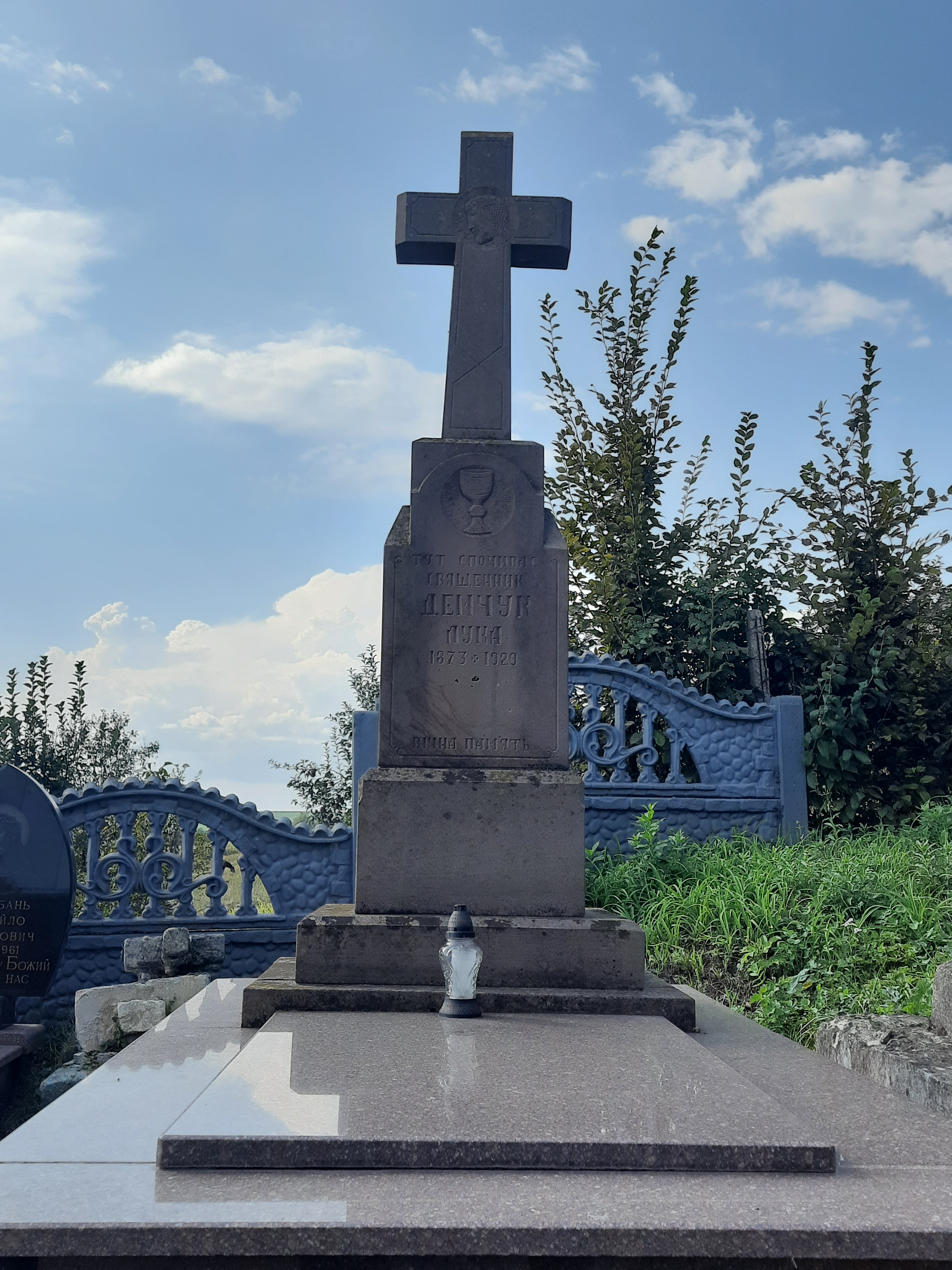
Могила о. Луки Демчука, діда кардинала УГКЦ Любомира Гузара

Кальне́ —  село в Україні, у Зборівській міській громаді Тернопільського району Тернопільської області. До 2016 - адміністративний центр Кальнянської сільської ради, якій було підпорядковане село Жабиня. 
Кальне знаходиться на південний захід від м. Зборів і межує з такими селами, як Годів, Жабиня, Розгадів, селище міського типу Поморяни Львівської області.
Населення — 530 осіб (2003).

## Географія
Через село тече річка Зварич, ліва притока Махнівки.

## Історія
Перша писемна згадка — 1448. За іншими джерелами — це 1494 рік.
Першими поселенцями були родини Щербанів, Колісників, Панчишиних, Кобілів.
Першим відомим дідичем був Ян Свінка (Свинка). Після його смерті Кальне і Бібщани (були присілком Кального — нині село Золочівському районі) залишилися його вдові Дороті, а через рік Бібщани відійшли від Кального і були продані Іоану Гологорському. Кальне після смерті Дороті Свинки перейшло до доньки Анни, а потім — до її чоловіка Жигмонта Сененського. Після його загибелі Кальне з прилеглими селами перейшло до його брата Яна, а з 1570 року — до його сина, теж Яна. В той час почастішали напади татар. Села були зруйновані. Рід Сененських занепав. У 1619—1620 роках син Яна Кшиштоф продав маєток Якубу Собєському. Після його смерті все перейшло в руки його дружини Теофілії, а дещо пізніше — їхньому синові Янові (в майбутньому один з найвідоміших королів Речі Посполитої Ян III Собеський 1674—1696).
За Австрії село належало князю Карлу Радивилу (1772), згодом Юзефу Прушинському.
У 1811 році в селі було збудовано дерев'яну церкву. її перевезли із смт. Залізці возами. Була вона освячена на другий день Великодніх свят. Церква на той час підпорядковувалась Золочівському деканатові. У селі були на той час і римо-католики (130 чол.). Це родини Шинклярів, Рудніцьких, Слівінських, Бронів. У селі була філіальна однокласова школа.
Пам'ятним для села був 1848 рік — скасовано панщину. Односельчани (найбільшу пожертву внесла родина Колісників) спорудили дерев'яний пам'ятник (після пожежі 1907 р. на його місці поставлено кам'яний) у центрі села.
З 1909 р. парафією в селі завідував о. Лука Демчук (1873 -1929)  — дідусь по матері кардинала УГКЦ Любомира Гузара. Могила священика знаходиться біля церкви. Священику належало 160 моргів поля, ліс, який сьогодні має назву «Ксьондзів лісок». Були в нього і наймити. Крім того, у час збору урожаю в жнива і восени, парафіяни збиралися на толоки по 30-40 чоловік. Толоками було збудовано церковне проборство, яке було окрасою села. До будівництва долучилися парафіяни с. Жабиня. Це була одна парафія. Греко-католиків було 554, римо-католиків — 176, євреїв — 15. Школа надалі була однокласова. Село на той час займало площу 10,56 км², з якої 7,8 км² припадало на ріллю.
Період від 1910 року до1914 року був періодом еміграції у США, Аргентину, Канаду.
З початком Першої світової війни до австро-угорської армії було мобілізовано 15 чоловік з Кального. Згодом багато жителів села ввійшли у склад Січових стрільців та ряди Української Галицької армії. Біля церкви, на пагорбі, є могила січових стрільців, які загинули в боротьбі з ворогом. У 1990 році на могилі встановлено дубовий хрест.
Після поразки ЗУНР маєток у селі перейшов у власність Ю. Потоцького. Досить визначними в житті села була друга половина 1920-х років і 1930-ті роки. Створено товариство Всеукраїнське товариство «Просвіта» імені Тараса Шевченка і відкрито читальню, організовано аматорський гурток, який виступав з виставами "Назар Стодоля", "Наймичка". Серед молоді були ініціатори створення ОУН. Засновниками і керівниками сільської організації Юнацтва ОУН були Дмитро Миколайович Будний, Микола Федорович Гнатів, Антін Петрович Кобіль, Петро Йосипович Лічак, Ілько Дмитрович Ткачук, Іван Федорович Щербань.
У 1935—1936 роках парафією завідував о. Микола Буряк. При церкві було засновано братство Непорочного зачаття Пречистої Діви Марії (10 членів). Серед них були: Онуфрій Колісник, Онуфрій Панчишин, Микола Кобіль, Іван Кобіль. Покладено було початок створення церковного хору, яким керував Андрій Мороз зі Пліхова. У школі в той час навчалося 78 учнів. Навчання велося як українською, так і польською мовами. Однак перевага надавалася дітям поляків. У школі працювало 2 вчителі-поляки. Це подружжя Олінкевичів Михайло і Петрунеля (до 1936 p.).
Нові зміни в житті села сталися з приходом Червоної армії 17 вересня 1939. Були утворені сільські ради. Першим головою був (на той час освічена людина) Дмитро Будний, секретарем — Микола Банадига. Були зліквідовані усі українські товариства, установи, преса. Заарештували Дмитра Будного, його брата Василя, Миколу Гнатіва, Антіна Кобіля, Федора Колісника, Антіна Панчишина. Совєти жорстоко познущалися з сім'ї Йосипа Лічака, який був лісничим у графа Потоцького і на той час сім'я вважалася заможною. Разом з батьком і матір'ю були вивезені сини Петро і Казимир, дочки Текля і Настя. Важка доля спіткала Федора Щербаня, який за зв'язок з ОУН був заарештований і теж виселений з дружиною Теодозією, синами Іваном, Володимиром, невісткою Антоніною в Іркутську область.
У 1943 році село не обминуло масове вивезення молоді в Німеччину. Середних був Іван Онуфрійович Панчишин, який кілька місяців провів у концтаборі Освєнцім.
В 1944 році на фронт було мобілізовано до 20 жителів села. Серед них Михайло Ткачук, Григорій Гнатів, Іван Вега, Михайло Гнатів, Михайло Щербань, Антін Зелений. Всю війну, починаючи з 1941 року до Дня Перемоги, пройшов Микола Ратушний.
У 1947 році було відкрито 5-6-ті класи школи-прогресівки. Першим її директором був Гріновіцький. У тому ж році створили місцевий колгосп імені Дзержинського, першим головою якого став неписьменний Михайло Козьол. Згодом колгосп у Кальному був ліквідований і приєднаний до колгоспу в с. Заруддя, а згодом с. Жабиня.
У 2006 р. відбулася газифікація села.
У 2011 р. відбулося відкриття нового приміщення школи, яке будувалося понад 10 р.
12 червня 2020 року, відповідно до розпорядження Кабінету Міністрів України № 724-р «Про визначення адміністративних центрів та затвердження територій територіальних громад Тернопільської області» увійшло до складу Зборівської міської громади.
19 липня 2020 року, в результаті адміністративно-територіальної реформи та ліквідації Зборівського району, село увійшло до складу Тернопільського району.

## Релігія
- церква Воскресіння Христового (1811; дерев'яна)[8],
- дві каплички (2002, 2008).

## Пам'ятники
Споруджено пам'ятник полеглим у нім.-рад. війні воїнам-односельцям (1985), встановлено пам'ятний хрест на честь скасування панщини, насипана символічна могила УСС.

## Соціальна сфера
Діють загальноосвітня школа І-ІІ ступенів, клуб, бібліотека, ФАП, 2 сільськогосподарських підприємства — «Кальне-нива» та ПАП «КАльнянське».

## Відомі люди
У селі народилася мати кардинала УГКЦ Любомира Гузара Ростислава Олександра Демчук (Гузар)  і тут же похований його дід Л. Демчук — парох села з 1903 до 1929 р.